# Meyburg

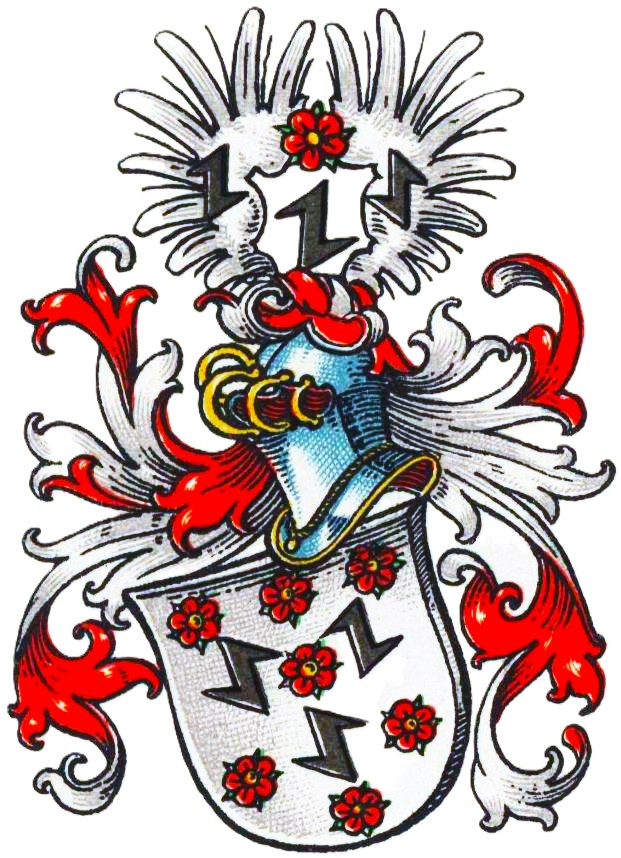
Wappen derer von Meyburg im Wappenbuch des Westfälischen Adels

Meyburg (auch Meyborg, Meyborch) ist der Name eines erloschenen westfälischen Patrizier- und Adelsgeschlechts.

## Geschichte
Das Geschlecht besaß eine ritterbürtige Abstammung und kam schon in den 1380er Jahren im Paderborner Landadel vor. Ab 1444 erschien es in Soest, wo es lange zum Patriziat zählte, später dann aber zu einem Honoratiorengeschlecht absank.
Cort von Meyburg war in der Fehde Soests mit Kurköln als Söldner für die Stadt tätig und gelangte später in das Patriziat. Erste Soester Ratsmitglieder aus der Familie Meyburg finden sich allerdings erst im 16. Jahrhundert. Corts Sohn Bertram von Meyburg († 1547) hatte zunächst für eine längere Zeit das Soester Großrichteramt inne, bevor er 1529 Bürgermeister wurde. Danach brachten es mehrere Familienmitglieder zum Zisemeister. Ein weiterer Bertram von Meyburg († 1690) war in der zweiten Hälfte des 17. Jahrhunderts ebenfalls Soester Bürgermeister. Zuvor war er schwedischer Rittmeister und Mitglied der Stalgadum-Gesellschaft.
Zwischenzeitlich gehörte die Familie der Sassendorfer Sälzergenossenschaft an. Teils im 16. und teils im 17. Jahrhundert verließ die Familie die Stadt Soest. In Soest erlosch die Familie 1700 mit dem Tod von Engel Dorothea von Meyburg, Seniorin des Stifts Paradies bei Soest.
Ein Sohn des ersten Bürgermeisters Bertram siedelte nach Livland über. Cord Meyborch erhielt 1539 als Deutschordens-Vogt ein Zeugnis über seine vier Ahnen. Schon 1508 verlieh Erzbischof Michael Hildebrand Koddiack in Livland 13 halbe Haken wüsten Lands an Blasius Meyborg. Aus einer Ahnentafel ergibt sich folgende Stammfolge:
- Bertram von Meyburg ⚭ Anna Kanne
  - Conrad von Meyburg ⚭ Gerdrutha Wedwes auf Wack in Estland
    - Bertram von Meyburg, Herr am Rumm in Estland, ⚭ Anna von Riesebieter
      - Anna von Meyburg, Erbin von Rumm, ⚭ Eberhard von Bremen (* ca. 1574), schwedischer Statthalter

## Persönlichkeiten
- Bertram von Meyburg († 1547), Soester Bürgermeister 1529–1531, 1534–1536, 1537–1539, 1540–1542, 1544–1546
- Bertram von Meyburg († 1690), Soester Bürgermeister 1680–1682

## Wappen
Blasonierung: In Silber (auch Gold) sieben (3:1:2:1) rote Rosen, begleitet von drei (2:1) schwarzen Wolfsangeln in der zweiten und dritten Reihe der Rosen. Auf dem rot-silbern bewulsteten Helm mit rot-silbernen Helmdecken ein offener silberner Flug, jeder Flügel mit einer schwarzen Wolfsangel belegt, dazwischen eine dritte, darüber eine rote Rose.